# Asyndetus perpulvillatus
Asyndetus perpulvillatus är en tvåvingeart som beskrevs av Octave Parent 1926. Asyndetus perpulvillatus ingår i släktet Asyndetus och familjen styltflugor. Inga underarter finns listade i Catalogue of Life.